# Okamejei kenojei
Okamejei kenojei är en rockeart som först beskrevs av Müller och Henle 1841.  Okamejei kenojei ingår i släktet Okamejei och familjen egentliga rockor. IUCN kategoriserar arten globalt som otillräckligt studerad. Inga underarter finns listade i Catalogue of Life.